# Carlos Fondacaro
Carlos Rubén Fondacaro (Rosario, 21 maggio 1987) è un ex calciatore argentino, di ruolo difensore.

## Carriera
Ha giocato nella massima serie dei campionati argentino e finlandese.